# Патологическое опьянение
Патологи́ческое опьяне́ние — это острое, кратковременно протекающее психотическое расстройство, возникающее при приёме алкоголя (как правило, в относительно небольших дозах). Протекает в форме сумеречного помрачения сознания и характеризуется внезапным возникновением искажённого восприятия обстановки (иногда — галлюцинаторно-бредового) в сочетании с аффектами страха, тревоги, гнева, ярости, с развитием резкого двигательного возбуждения; часто с агрессивными действиями в отношении окружающих. У больных нередко сохраняется способность осуществлять сложные целенаправленные действия, однако чаще больной дезориентирован. Больные говорят мало, преимущественно о своих болезненных переживаниях. Патологическое опьянение заканчивается сном так же внезапно, как и начинается, после пробуждения развивается амнезия или сохраняется смутное воспоминание о происходившем. 
Случаи истинного патологического опьянения наблюдаются редко.
Патологическое опьянение возникает не столько как результат алкогольной интоксикации, а скорее как выражение идиосинкразии (болезненной реакции) к алкоголю, возникающей при определённом сочетании ряда факторов (например, депривация сна или бессонница, психогении, переутомление, органическая церебральная недостаточность).
В отличие от простого опьянения, судебно-психиатрическая экспертиза признаёт лиц, совершивших в этом состоянии преступление, невменяемыми, и к ним обычно применяются принудительные меры медицинского характера.

## Формы патологического опьянения
Существуют эпилептоидная и параноидная (галлюцинаторно-параноидная) формы патологического опьянения.
- Эпилептоидная форма характеризуется внезапным развитием двигательного возбуждения и нарушения ориентировки, потерей контакта с реальностью, озлобленностью, аффектами страха, гнева и слепой ярости[3]. Двигательное возбуждение проявляется интенсивными, бессмысленными, хаотичными действиями, носящими характер автоматизмов и стереотипий, совершаемыми с невероятной злобностью и жестокостью. Оно не связано с окружающей обстановкой и не спровоцировано ею[3]. Нападение на мнимых врагов происходит обычно без речевой продукции или с бормотанием, реже с криком. Опьянение завершается физическим расслаблением, адинамией и сном[3]. Характерна тотальная амнезия периода сумеречного расстройства сознания[3].
- Параноидная (галлюцинаторно-параноидная) форма характеризуется внезапным появлением бредовых переживаний и галлюцинаций, утратой контакта с реальностью, психомоторным возбуждением. Галлюцинации обычно носят угрожающий жизни и устрашающий характер[3]. Больные могут совершать сложные действия, их поведение отражает искажённо воспринимаемую ими окружающую обстановку. Речь отрывочна, в виде отдельных слов, фраз, которые нередко носят характер приказаний, угроз. Поступки носят как агрессивный, так и защитно-оборонительный характер[3]. Состояние опьянения заканчивается резким переходом в сон[3]. Амнезия периода помрачения сознания частичная либо полная[3].